# Улиг, Теодор
Теодор Улиг (нем. Theodor Uhlig; 15 февраля 1822, Вурцен — 3 января 1853, Дрезден) — немецкий скрипач, композитор и музыкальный критик.
Родился в семье трубача из военного оркестра; широко распространено мнение о том, что на самом деле его отцом был саксонский король Фридрих Август II. Оставшись круглым сиротой в восьмилетнем возрасте, воспитывался в военном приюте в Штруппене. Уже в приюте раскрылся музыкальный талант Улига, он играл на нескольких инструментах и сочинял музыку. Получив королевскую стипендию, в 1837—1840 гг. учился в музыкальной школе в Дессау у Фридриха Шнайдера.
В 1840 г. Улиг обосновался в Дрездене и вскоре получил место скрипача в Дрезденской придворной капелле. Во время работы с этим коллективом Рихарда Вагнера (1842—1849) Улиг, после периода первоначальных разногласий, оказался в числе его наиболее горячих сторонников. Серия статей Улига в «Новой музыкальной газете» под общим названием «Современные рассуждения» (нем. Zeitgemäße Betrachtungen; 1850) посвящена, среди прочего, поддержке идей Вагнера; нападки Улига на Джакомо Мейербера в связи с еврейским происхождением последнего послужили Вагнеру одним из источников идей для его собственной статьи «Еврейство в музыке», напечатанной спустя несколько месяцев. После отъезда Вагнера в Цюрих Улиг вёл с ним оживлённую переписку, сохранилось около 100 писем Вагнера (изданы в 1888 году). Улиг посвятил Вагнеру несколько музыкальных сочинений и выполнил фортепианное переложение «Лоэнгрина».
Композиторское наследие Улига осталось, в основном, неизданным. Его статьи были собраны в отдельное издание Людвигом Франкенштейном (1914).